# Passaré
Passaré é um bairro da cidade de Fortaleza, localizado na Zona Sul da capital, no Estado do Ceará, administrado pela Secretaria Executiva Regional VI da Prefeitura Municipal de Fortaleza. É um dos bairros mais valorizados de Fortaleza, atraindo a atenção de várias imobiliárias para a região, com a construção de condomínios de casas e apartamentos de luxo nos últimos anos.

## História
O bairro Passaré teve origem na Sesmaria da Lagoa do Passaré, localizada entre as terras da então Vila de Arronches, hoje Parangaba e a Vila de Messejana, concedida no início do Século XIX ao lusitano Antônio José Moreira Gomes. A Sesmaria veio à se desmembrar em glebas menores, mas o seu núcleo primitivo - o Sítio Passaré – continuou com os descendentes do primeiro concessionário, até que foi adquirido, em 1942, pelo historiador Raimundo Girão, ex-Prefeito de Fortaleza, juntamente com o seu sogro Prudente do Nascimento Brasil, que era um dos herdeiros e tetraneto do primeiro concessionário.
No final dos anos 60 e inicio dos anos 70, após o loteamento e povoamento de grande parte da área do Sítio e da construção do Centro Administrativo do Banco do Nordeste, o nome Passaré extrapolou os limites do Sítio, vindo a dar nome a todo o bairro atualmente conhecido. O topônimo 'Passaré' em tupi-guarani significa lagoa do atalho.

## Infra-estrutura
Possui vários residenciais e condomínios de casas e apartamentos na sua porção noroeste e norte, devido ao interesse de várias imobiliárias nos últimos anos. Vários prédios de apartamentos de luxo estão construídos nesse setor, como o Reserva Passaré, Mirantes Passaré, Plaza Carmelle, Horto Residence dentre outros. Há total pavimentação asfáltica nesse local do bairro, além de várias opções de lazer e entretenimento.
A malha viária possui vias importantes como: Avenida Juscelino Kubitschek (continuação da Avenida Alberto Craveiro), Avenida Doutor Silas Munguba (antigas Avenida Dedé Brasil e Avenida Pedro Ramalho, conhecida também como Avenida Paranjana), Avenida Deputado Paulino Rocha, Avenida Pompílio Gomes, Avenida Prudente Brasil, Avenida Heróis do Acre , Rua Desembargador Otacilio Peixoto e Rua Cardeal Albino Lucianni .
O bairro possui ruas e avenidas em grande maioria com pavimentação asfáltica. Na área há três grandes supermercados: o Super do Povo, Santa Rita Passaré e Mercado Irmão Gêmeos além de vários mercadinhos de porte menor. Fica localizado também no bairro um hospital da rede Sarah, o Hospital Sarah Kubitschek que ocupa um grande terreno e atende pacientes de todo o Estado do Ceará. Possui também 2 postos de saúde e 26 escolas públicas e privadas. No bairro localiza-se o Cemitério Parque da Paz muito tradicional na capital cearense.
O bairro também é sede de grandes empresas, como o Banco do Nordeste, que além da sede administrativa, agora opera um banco comercial e de outras empresas Rede SomZoom Sat (integrante do Grupo SomZoom Sat) e A3 Entretenimento, ambas conhecidas por trabalharem com comunicação e eventos de forró.

## Lazer e Meio ambiente
No Passaré fica localizado o Parque Ecológico Passaré onde ficam os equipamentos da Prefeitura Municipal de Fortaleza: Zoológico Municipal Sargento Prata, o Horto Municipal e o Espaço Verde, que diariamente são visitados por inúmeras famílias de Fortaleza. Existem também diversas praças, onde os jovens usam campos e quadras de esporte para a prática de esportes.
Com relação ao meio ambiente, o bairro tem uma lagoa denominada de Passaré, que passa por obras de requalificação, é uma das mais limpas de Fortaleza e possui diversos córregos e áreas verdes que fazem parte da bacia do rio Cocó.

## Variedade no comérico
Além de possuir um bom espaço para lazer, o Passaré detém uma grande variedade de comércios, que o torna um centro comercial com várias lojas em todos os segmentos tais como: Ativa produtos de limpeza e embalagens. Conhecido pela nova loja do nidobox supermercado, Supermercado Telefrango, Chef Gera o Rei do Salgado, academia Greenlife, Power Point Fitness, Tenda do Açaí, Panificadora Castelão, SER Bella Cosméticos, petshope e vários outros estabelecimentos.  